# Lepista nuda
Lepista nuda (Pierre Bulliard, 1790 ex Mordecai Cubitt Cooke, 1871), sin. Tricholoma nudum (Pierre Bulliard ex Paul Kummer, 1871) sau Clitocybe nuda (Pierre Bulliard ex Howard E. Bigelow și Alexander H. Smith, 1969), din încrengătura Basidiomycota în familia Tricholomataceae și de genul Lepista este o specie de ciuperci comestibile, al cărui nume generic este derivat din cuvântul latin (latină lepista=blid de băut și (latină nudus=gol, nud). Acest soi saprofit, denumit în popor nicorete violet, nicorete vânăt sau ciupercă mov, crește în grupuri cu multe exemplare precum în cercuri de vrăjitoare. El se poate găsi în România, Basarabia și Bucovina de Nord în păduri de foioase precum de conifere, prin luminișuri ierboase, grădini, livezi sau parcuri, de la câmpie până la munte, din septembrie până în noiembrie (decembrie), dar câteodată și devreme în primăvară.

## Descriere

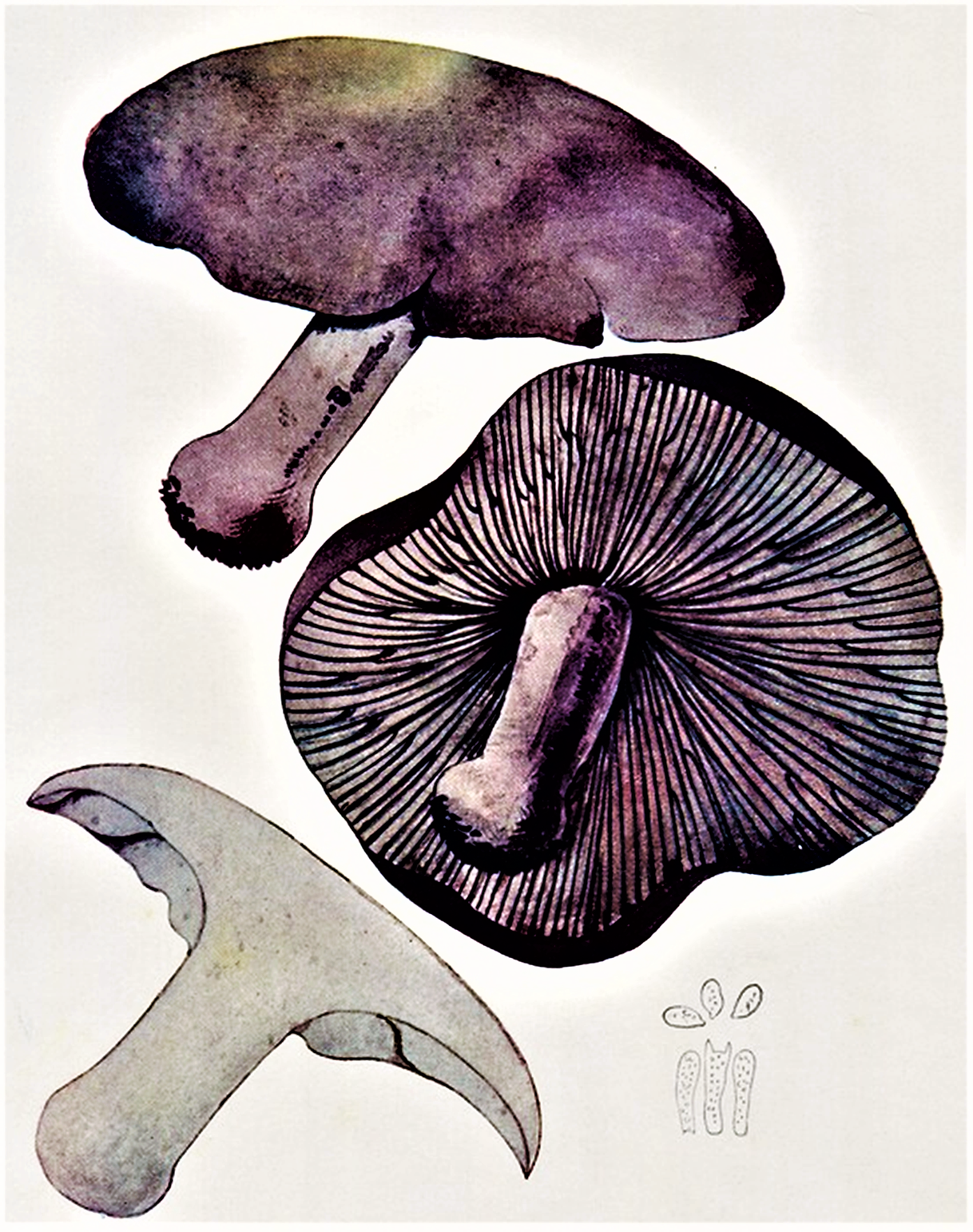
Bres.: Tricholoma nudum

- Pălăria: este de mărime medie pentru ciuperci plin dezvoltate cu un diametru de aproximativ 6-12 (15) cm, fiind inițial convexă precum cu marginea răsucită spre interior, ca apoi, la maturitate, să devină din ce în ce mai aplatizată și la bătrânețe adâncită în centru cu suprafața ondulată neregulat. Cuticula este netedă, umedă și cu marginea brumată în tinerețe. Coloritul pălăriei variază între violaceu, brun-violet și brun-roșcat.
- Lamelele: sunt foarte dese, subțiri, rotunjite, mai mult sau mai puțin decurente la picior. Culoarea lor tinde între violet deschis, violet și brun-violet.
- Piciorul: are o înălțime de 6-10 (12) cm și o lățime de 1,5-2,5 (3,5) cm, este plin, fibros, ceva elastic fiind în regulă cilindric, dar câteodată tare bombat spre baza flocoasă. Coloritul lui este violet sau violet-cenușiu cu fibre radiale precum fulgi mici alb-argintii.
- Carnea: este fragilă și fragedă în pălărie, ceva fibroasă în picior, fiind de culoare roz-violacee. Mirosul este caracteristic puternic parfumat, gustul plăcut dulce-amărui.
- Caracteristici microscopice: are spori necolorați, elipsoidali, hialini, cu o mărime de 6-8,5 x 3,5-4,5 microni. Pulberea lor este de un roz închis.[7][8]
- Reacții chimice: Buretele se decolorează cu fenol maro, cu sulfovanilină imediat violet pal și cu tinctură de Guaiacum gri închis.[10]

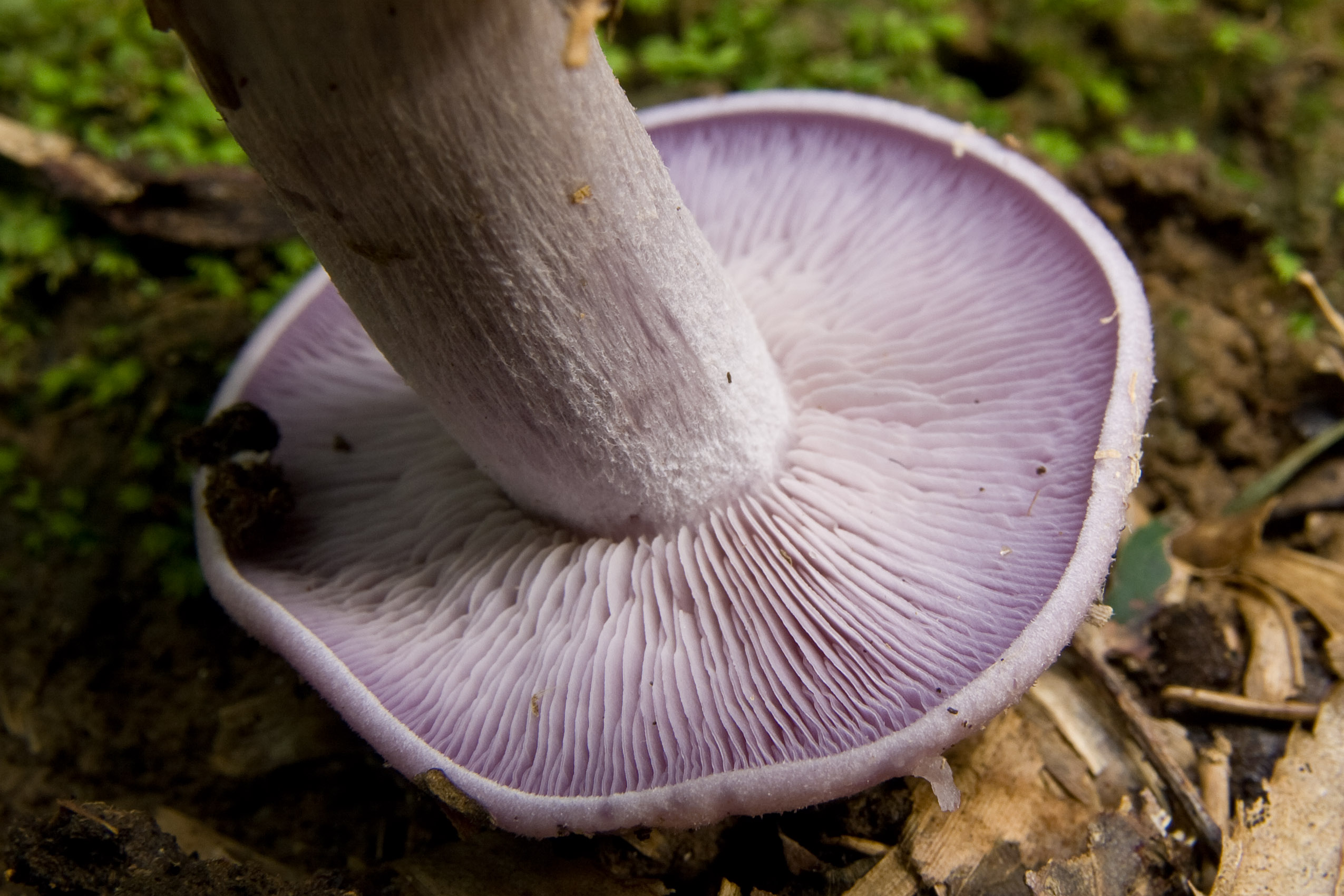
L. nuda, lamele și picior
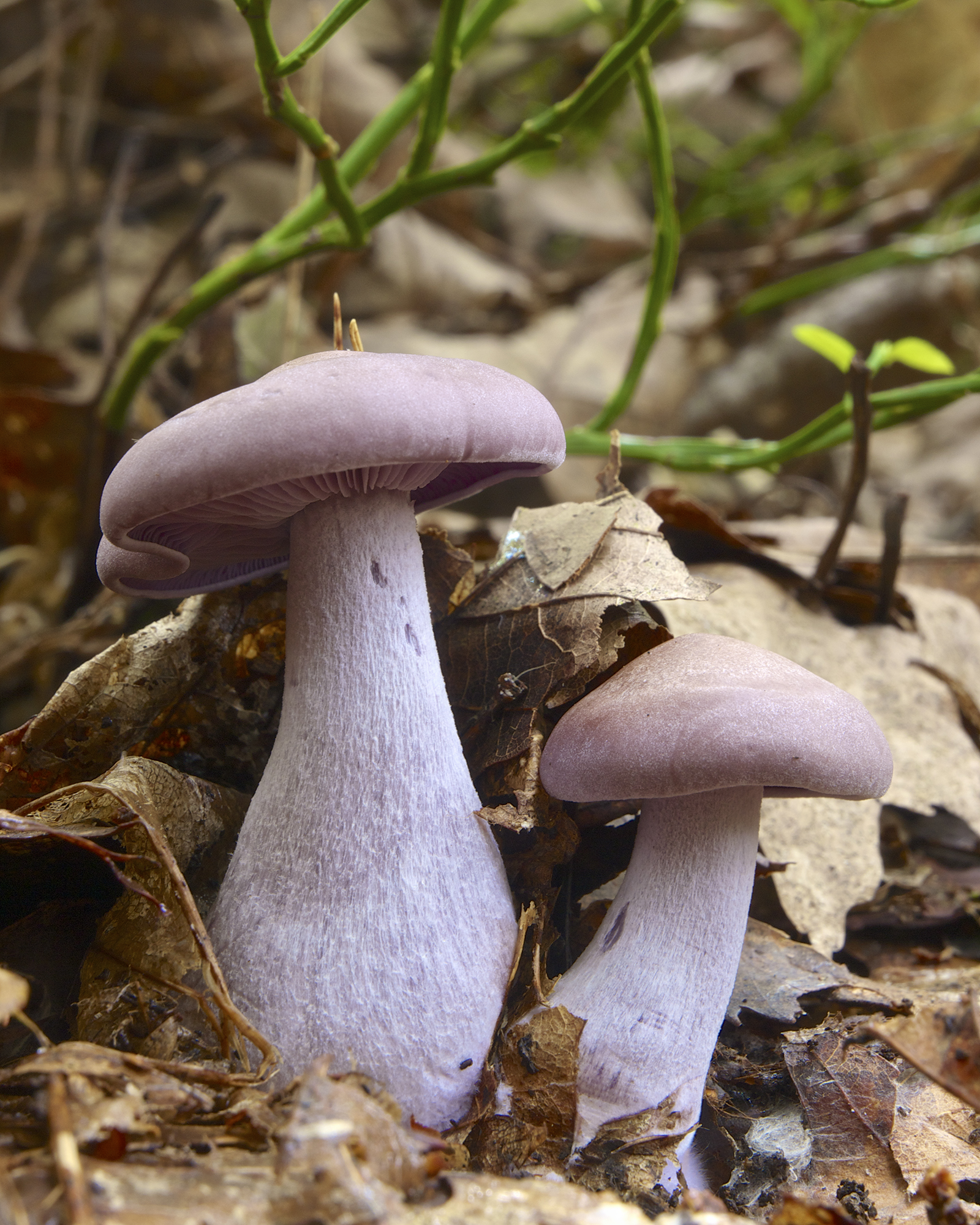
L. nuda cu picior foarte bombat
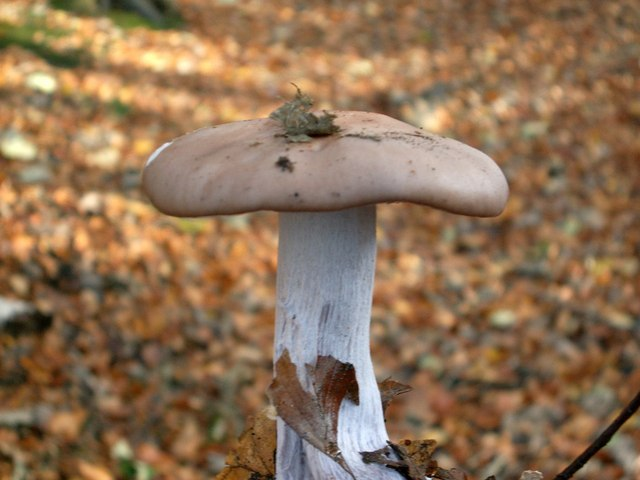
L. nuda, pălărie maronie
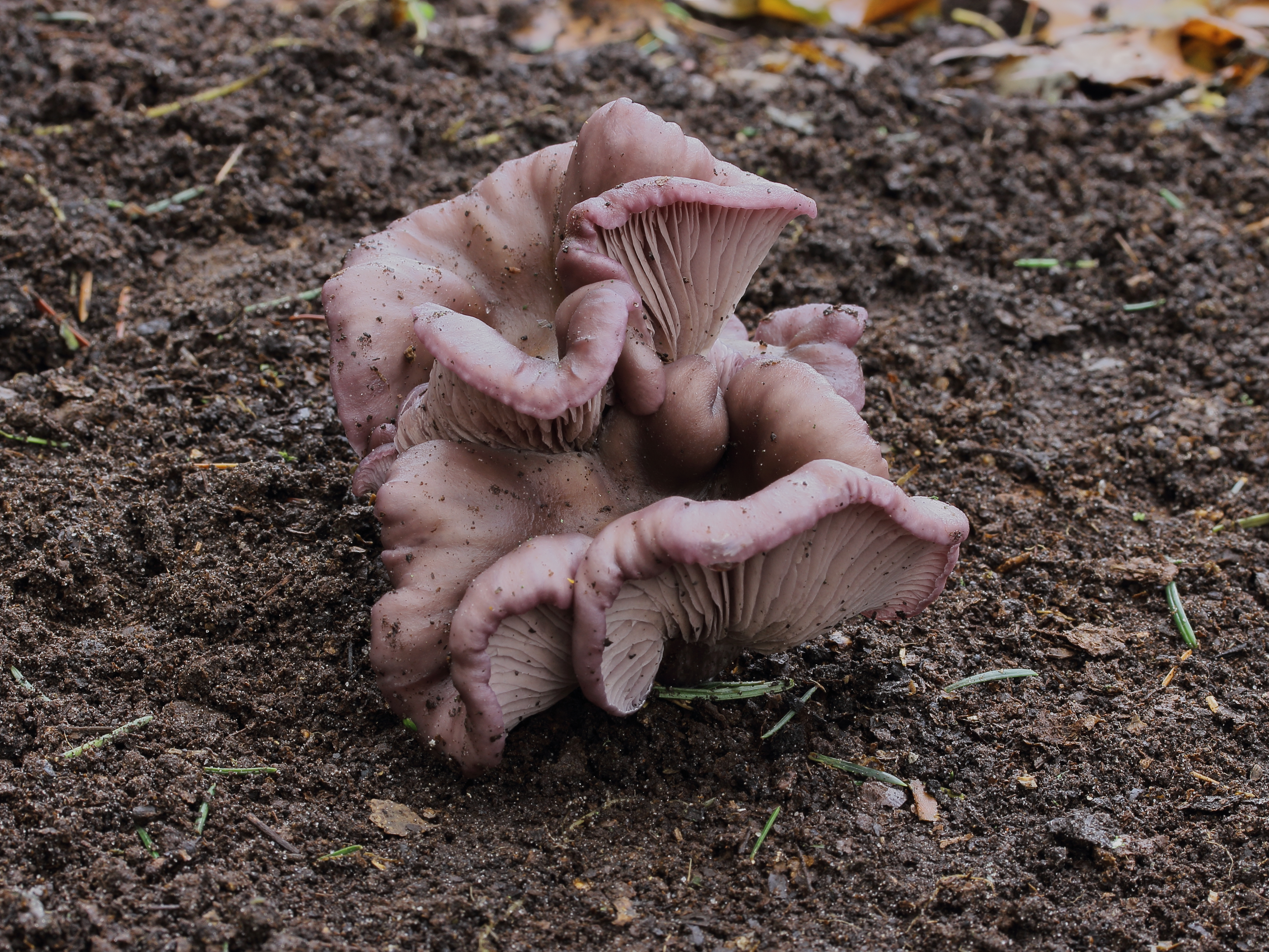
L. nuda bătrân
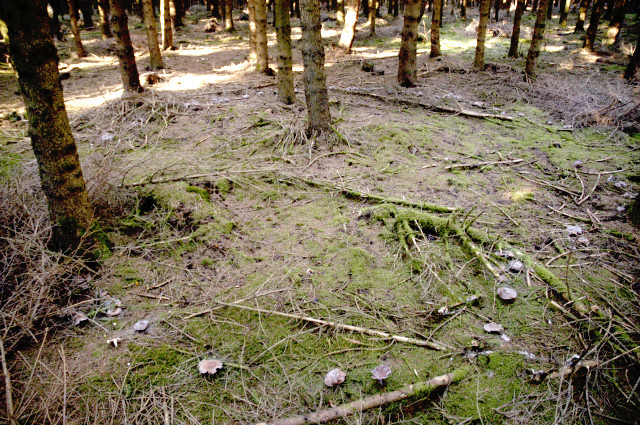
L. nuda, cerc de vrăjitoare

## Confuzii
Lepista nuda poate fi confundată ușor cu alte specii de colorit similar, ca de exemplu cu Clitocybe nebularis, (limitat comestibilă, destul de similară în aparență cu Lepista nuda), Cortinarius alboviolaceus (necomestibil), Cortinarius argentatus (necomestibil), Cortinarius balteatus (tânăr comestibil),  Cortinarius caerulescens (necomestibil), Cortinarius camphoratus (necomestibil), Cortinarius cyanites (necomestibil, în tinerețe cu lamele albastru-violete, la bătrânețe brun-violete, miros dulcișor și gust amar), Cortinarius glaucopus (comestibil), Cortinarius iodes (comestibil, cu cuticulă mucoasă, în tinerețe cu lamele violete, carnea fiind albă, miros și gust neostentativ), Cortinarius purpurascens (comestibil), Cortinarius salor (comestibil, cu cuticulă mucoasă, în tinerețe cu lamele violete, carnea fiind albicioasă până gri-brună cu nuanțe de albastru, miros și gust neostentativ), Cortinarius traganus (otrăvitor), Cortinarius violaceus (comestibil, pălăria, lamelele și carnea albastru-violet, miros de lemn de cedru și gust plăcut), respectiv Lepista glaucocana (comestibilă, cuticulă gri-albăstruie, lamele gri-violete sau roze, miros pământos), Lepista personata (comestibilă, pălărie pal gri-maronie, lamele albuie până gri-albăstruie, miros plăcut), sau cu Lepista sordida (comestibilă, mai mică și de colorit mai deschis, miros tare aromatic, ceva de pământ, câteodată de cianură.

## Specii asemănătoare

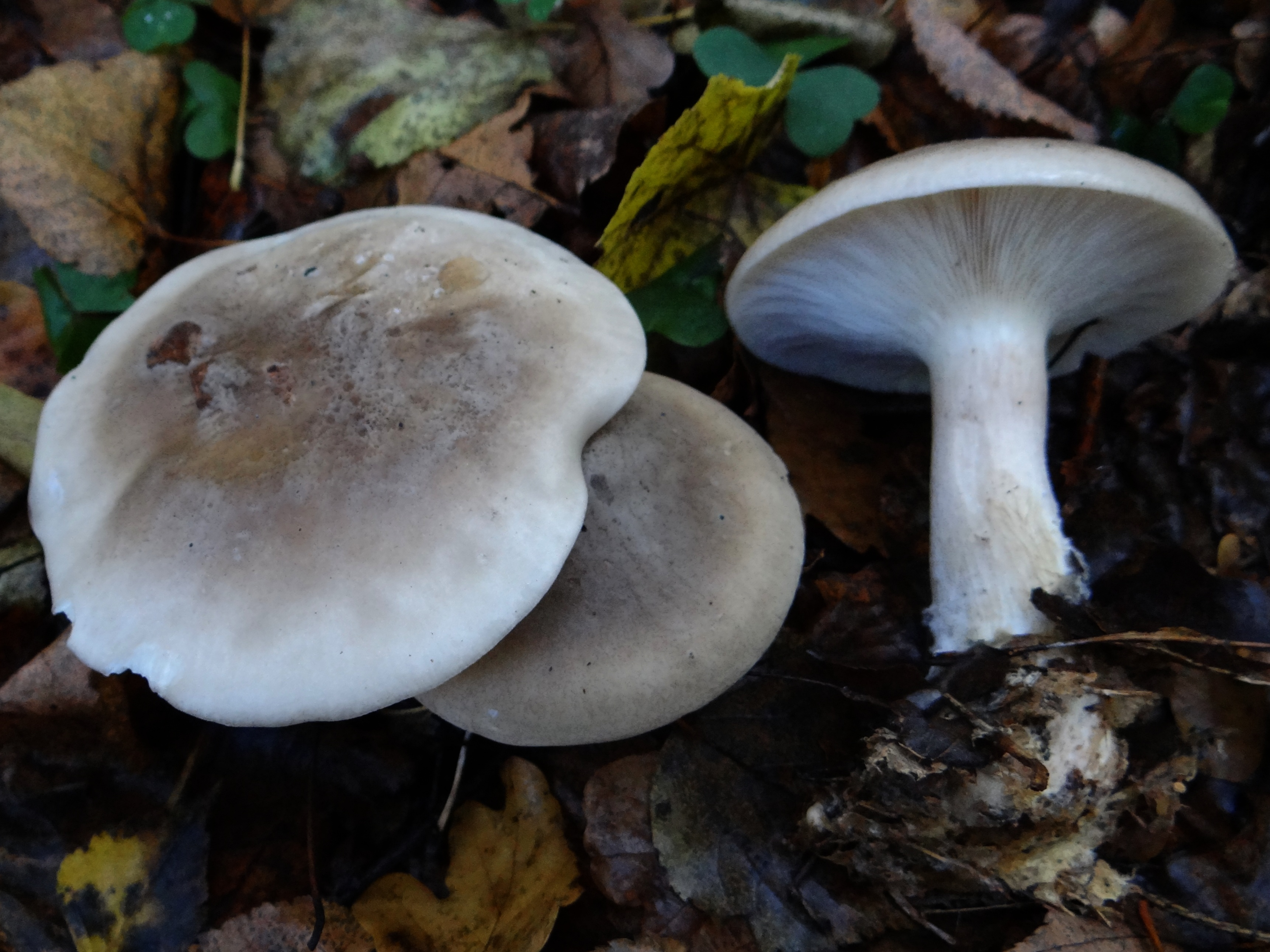
Clitocybe nebularis
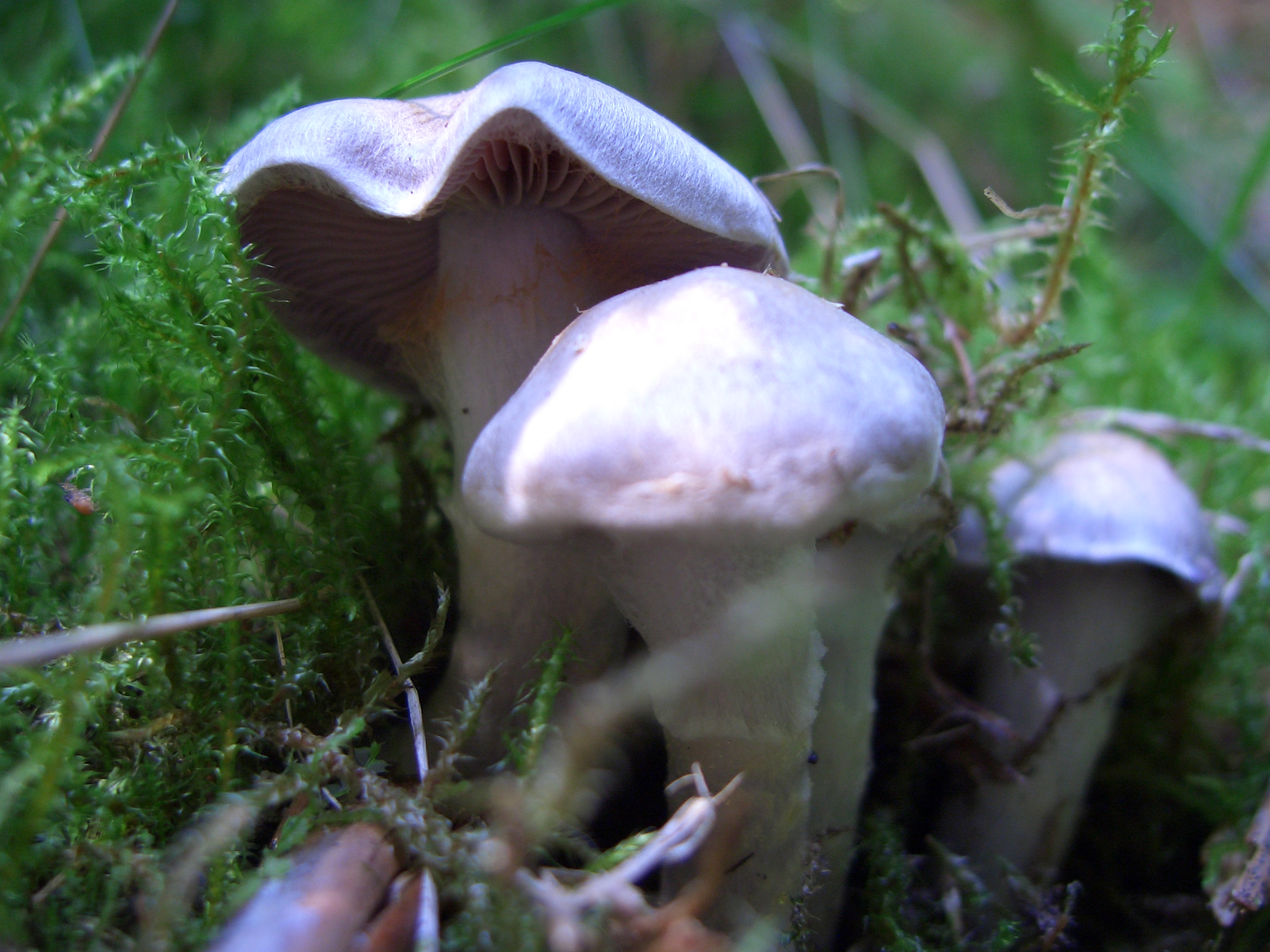
!Cortinarius-alboviolaceus!
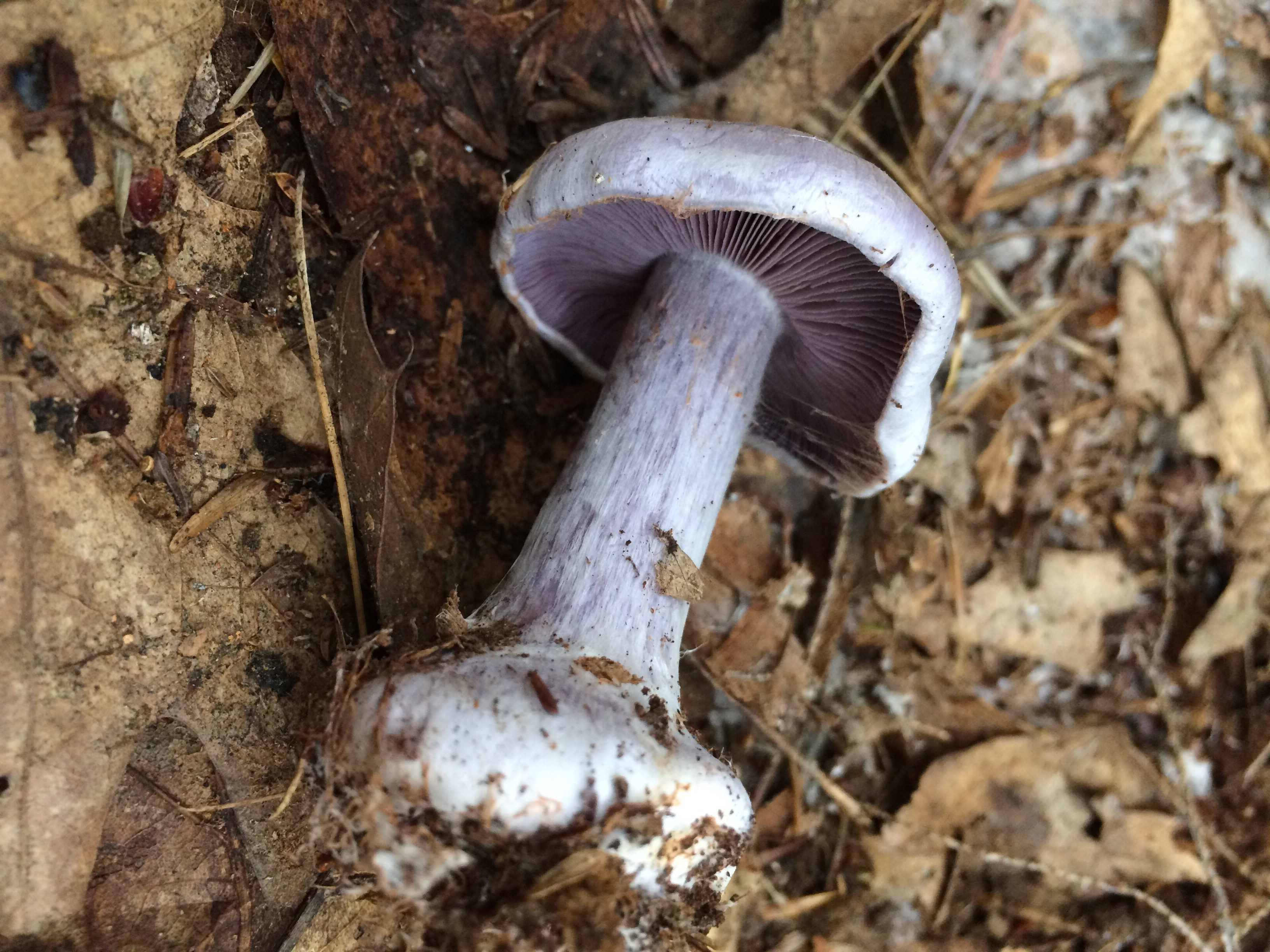
!Cortinarius argentatus!
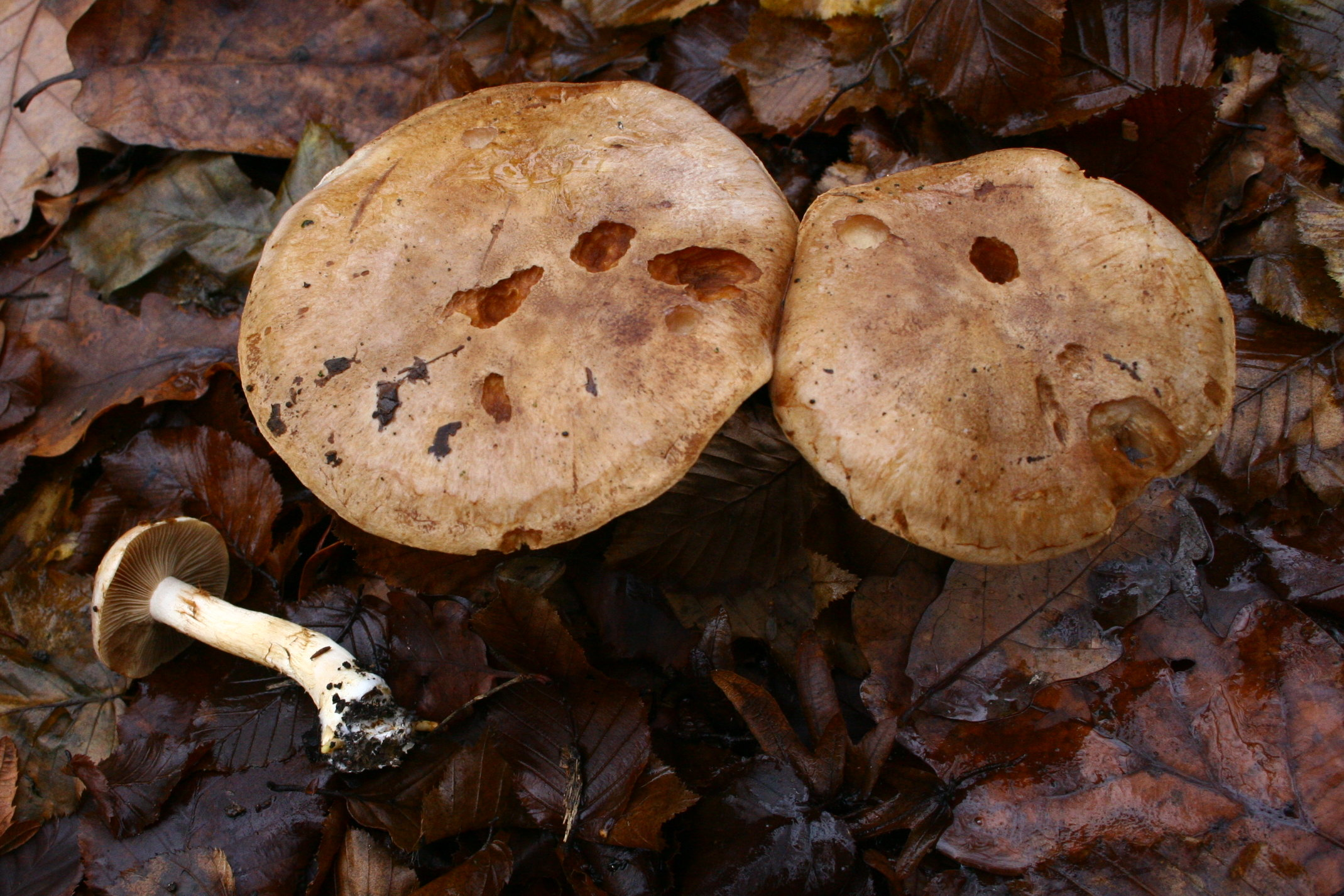
Cortinarius balteatus
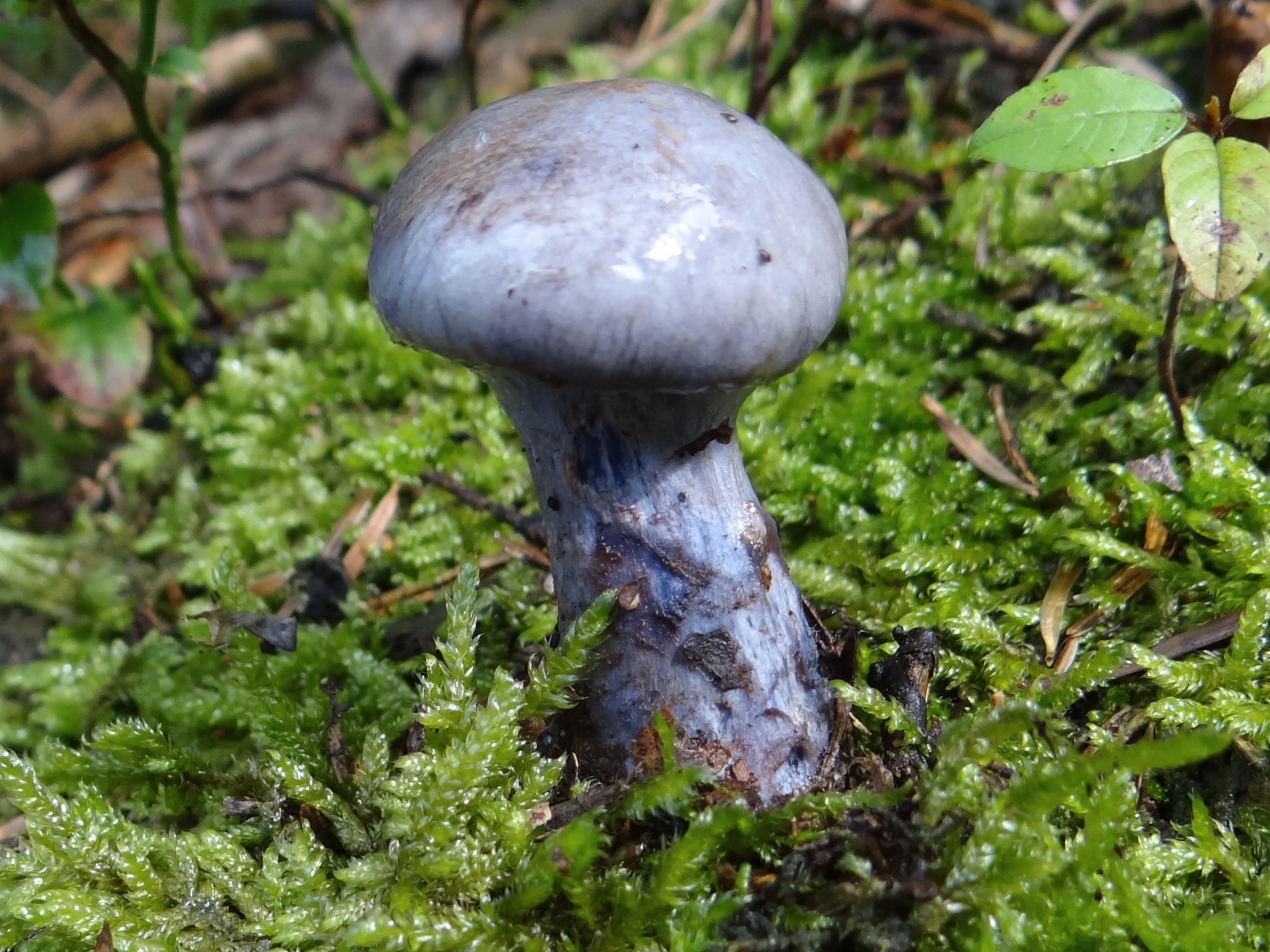
!Cortinarius caerulescens!
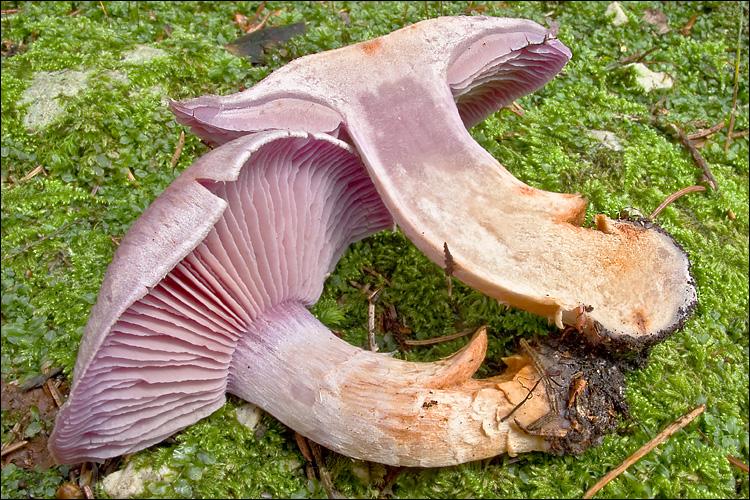
!Cortinarius camphoratus!

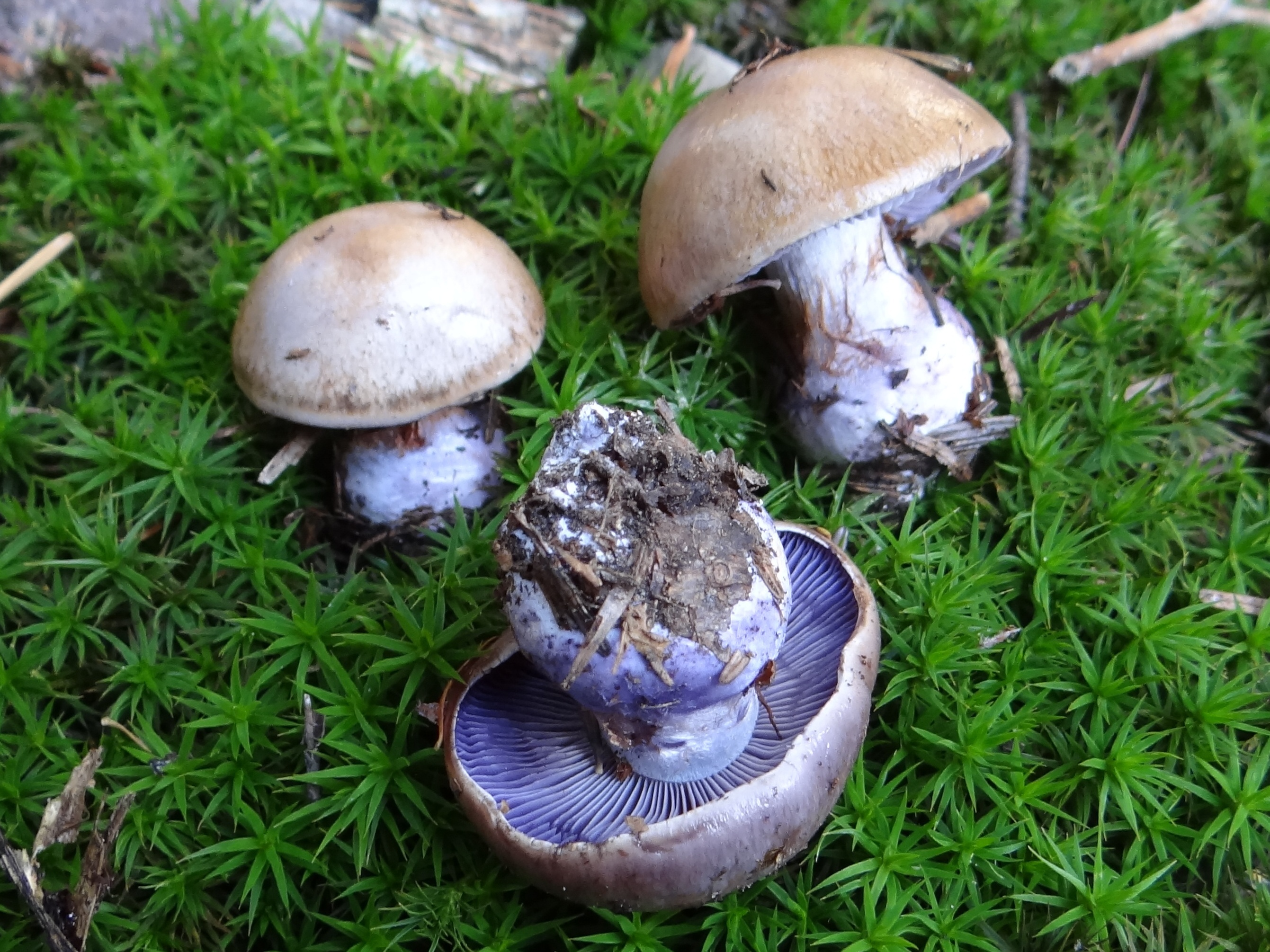
!Cortinarius cyanites!
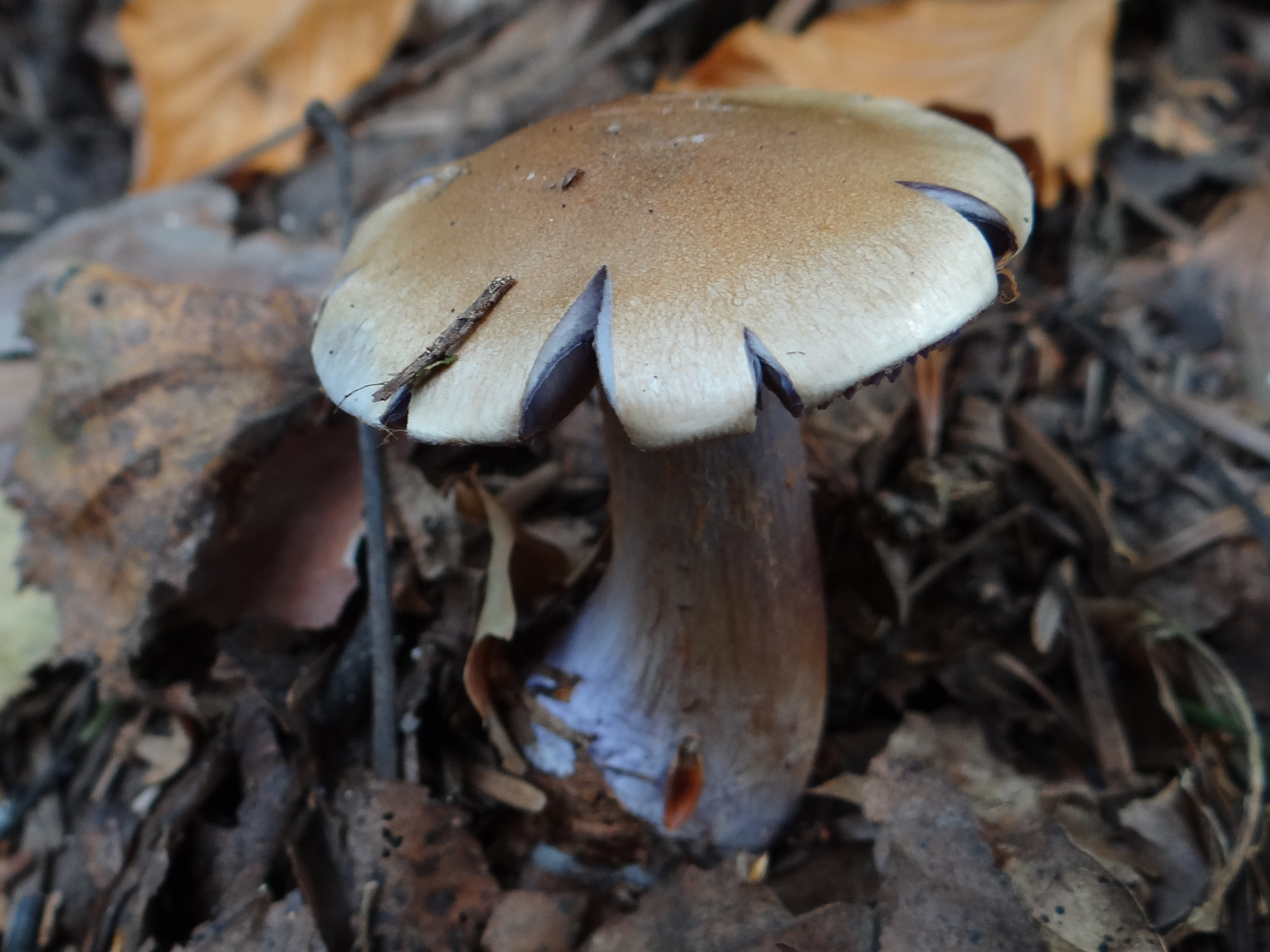
Cortinarius glaucopus
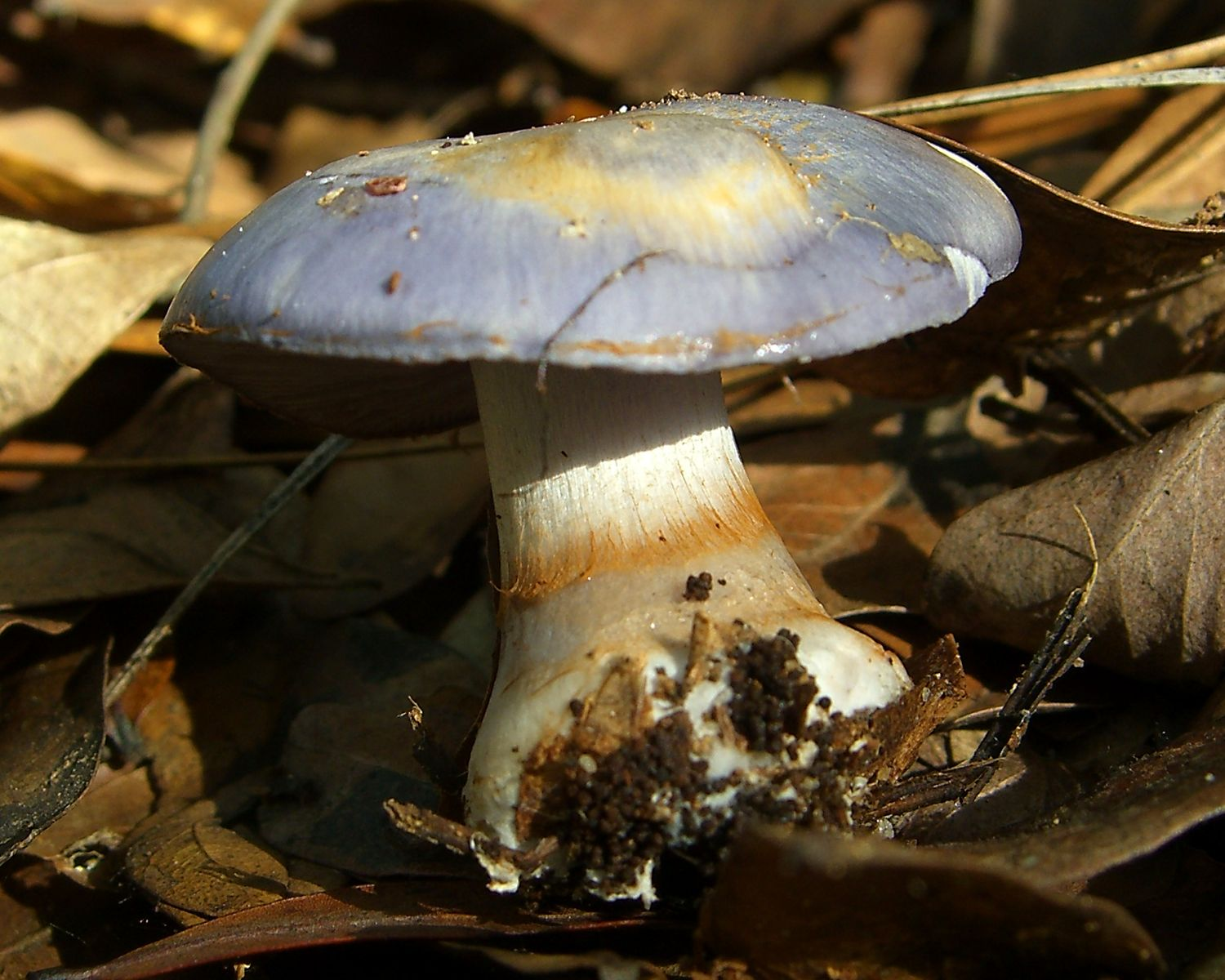
Cortinarius iodes
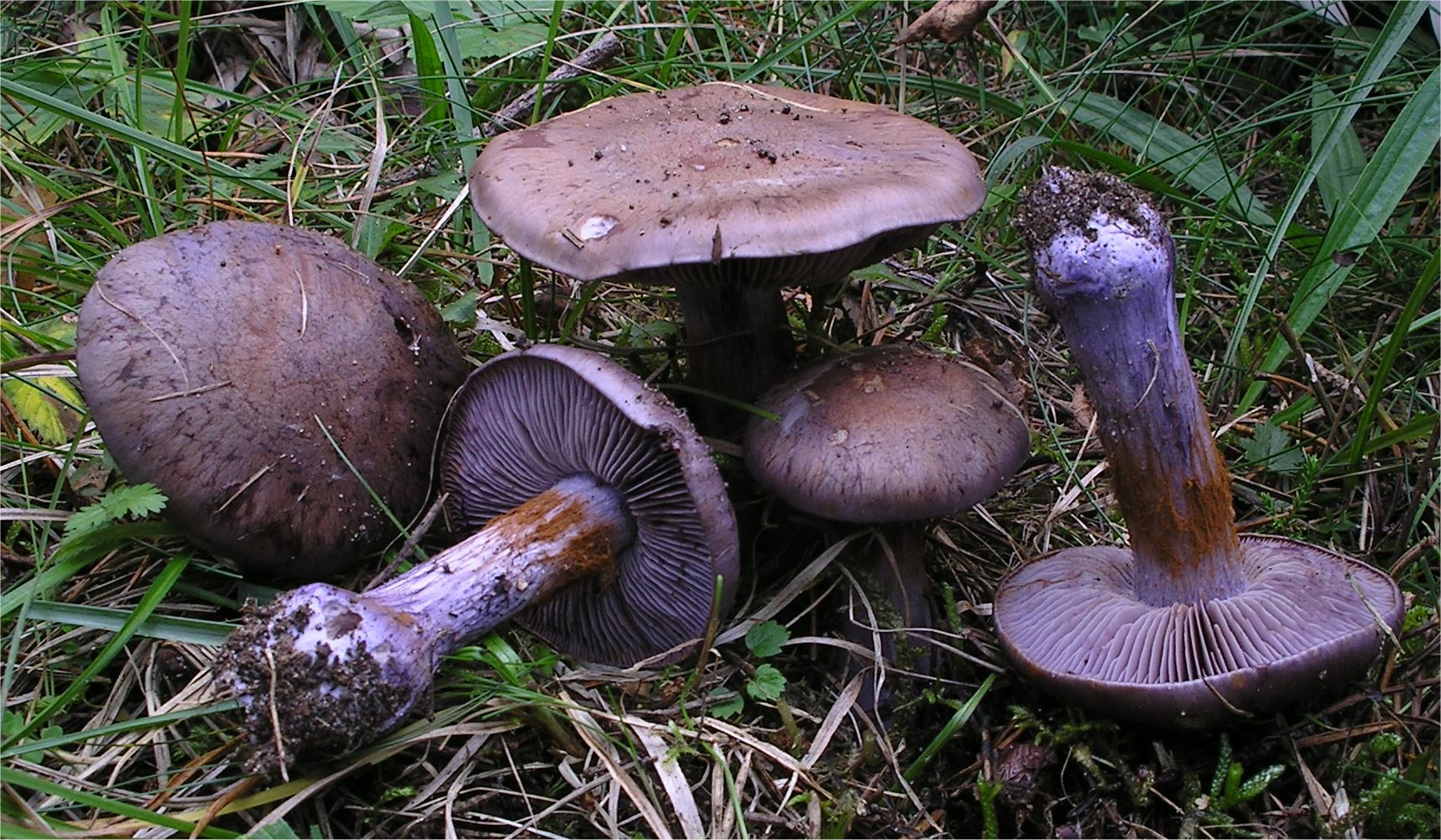
Cortinarius purpurascens
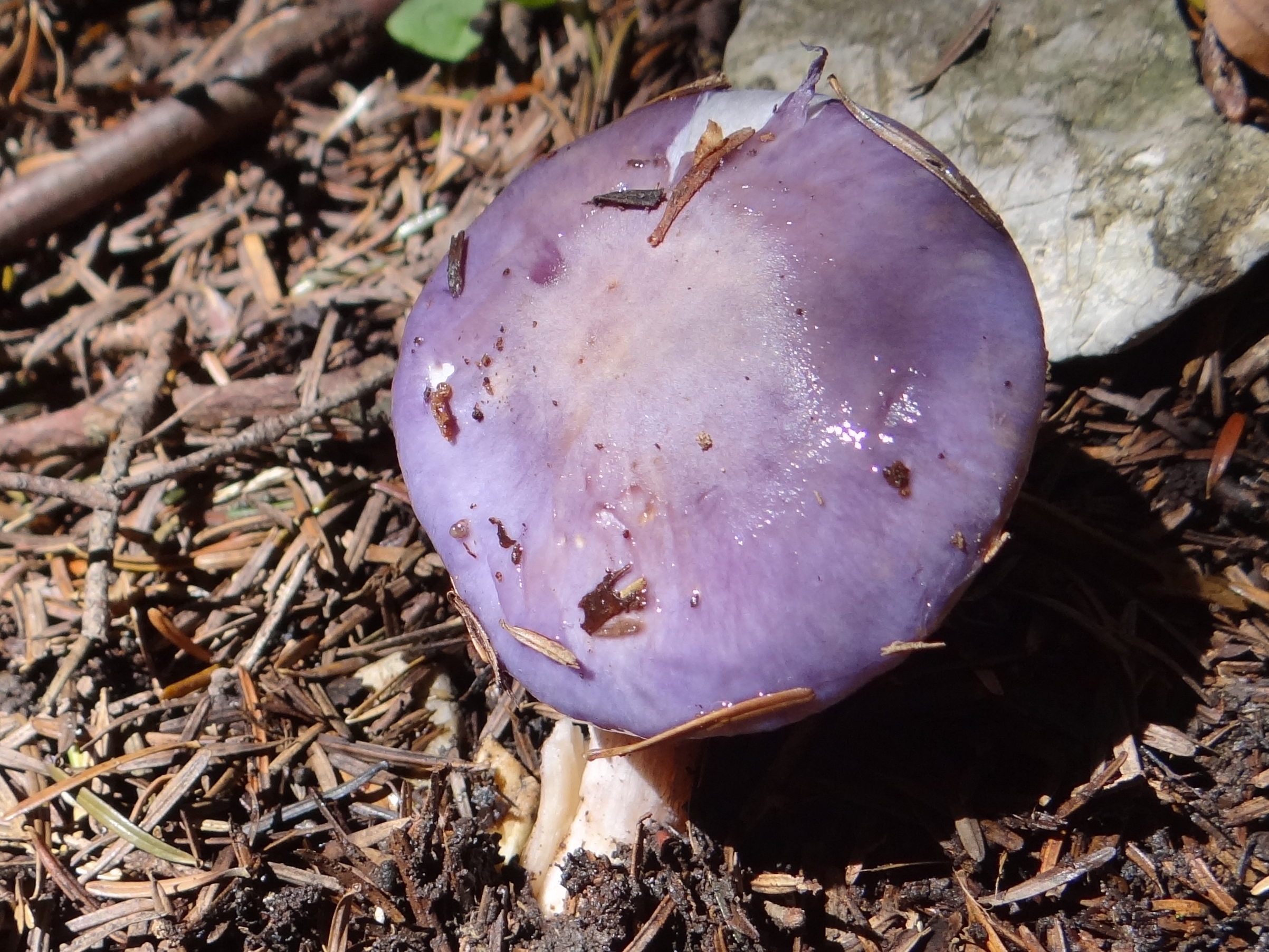
Cortinarius salor
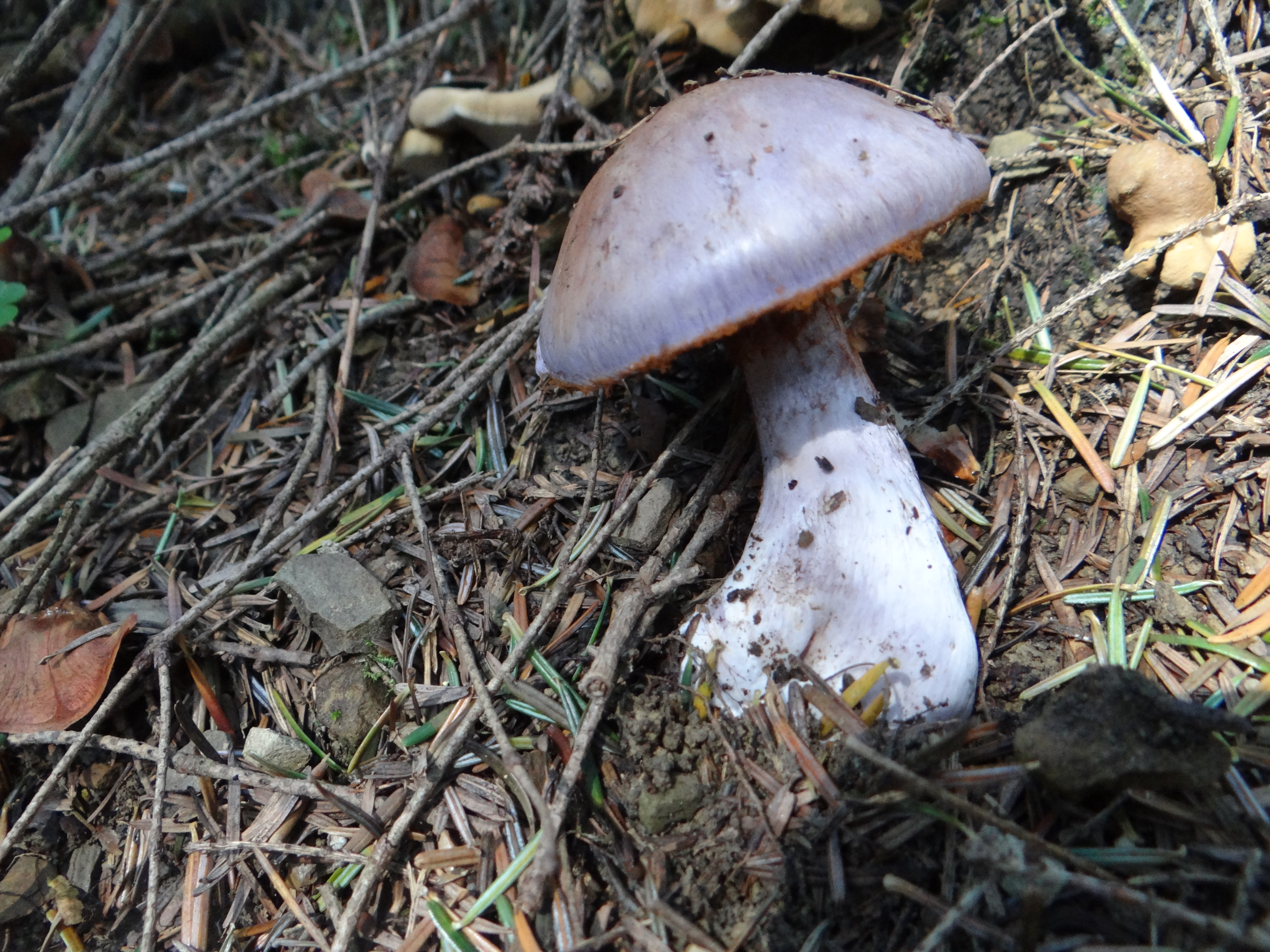
!!Cortinarius traganus!!

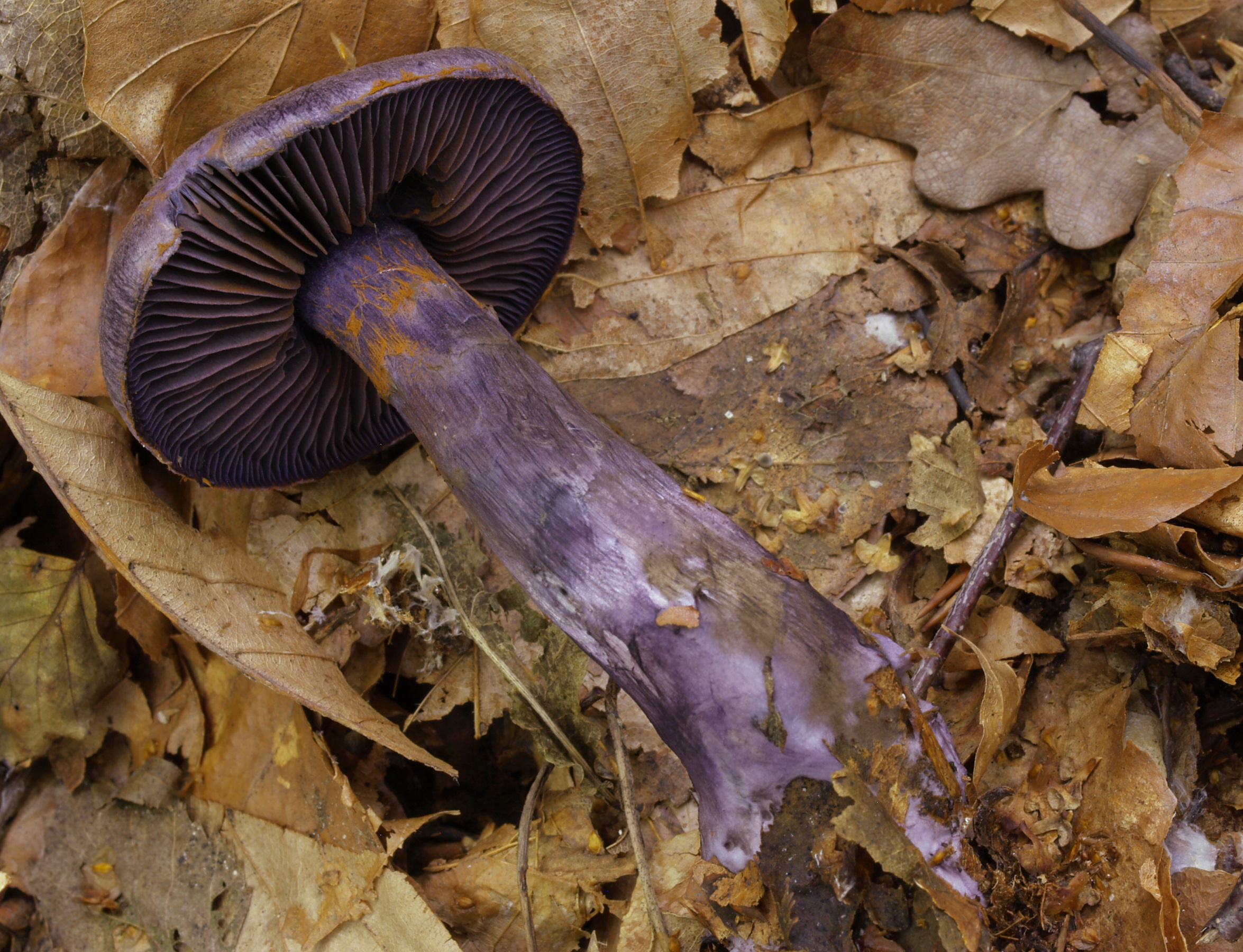
Cortinarius violaceus
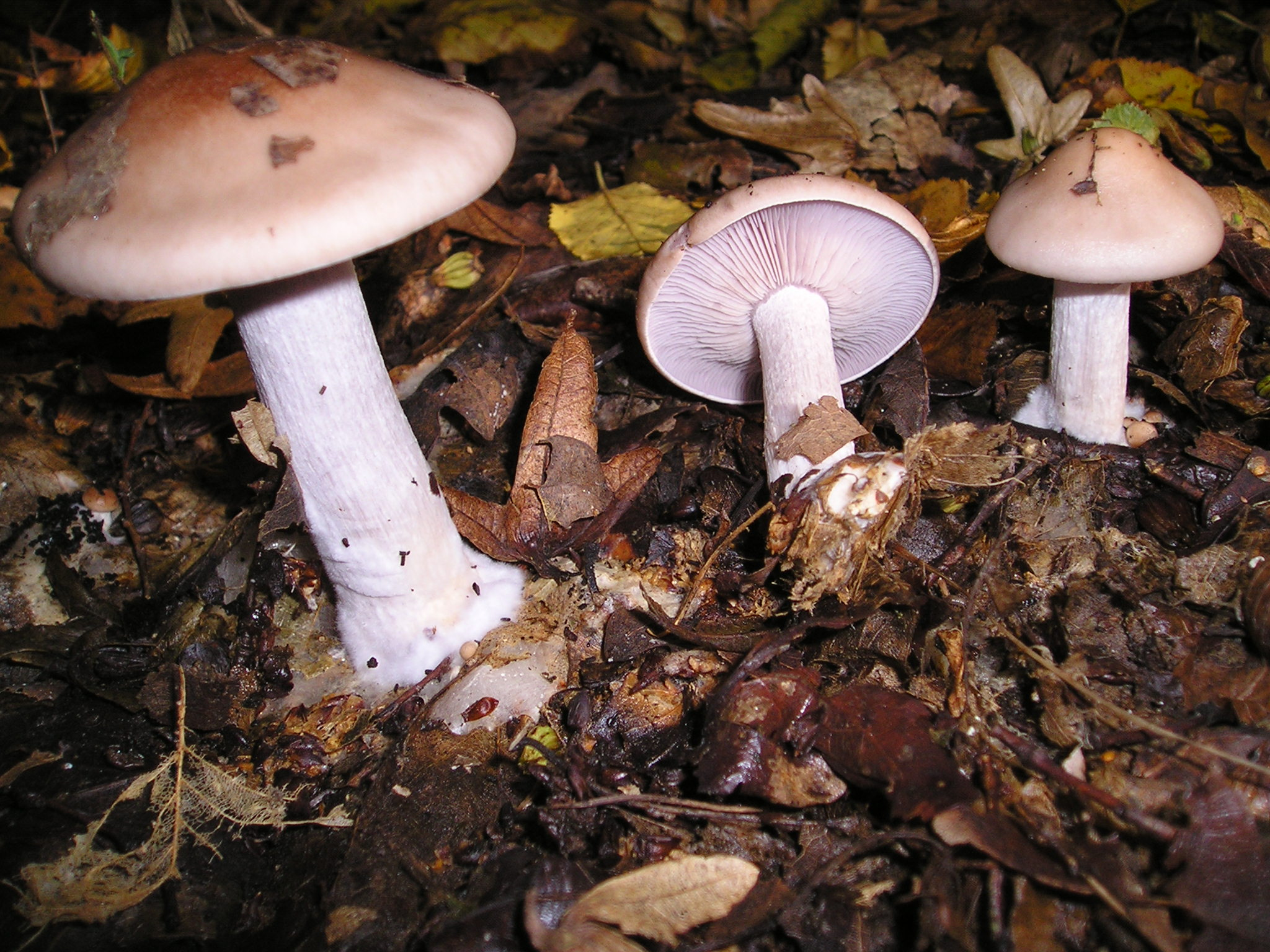
Lepista glaucocana
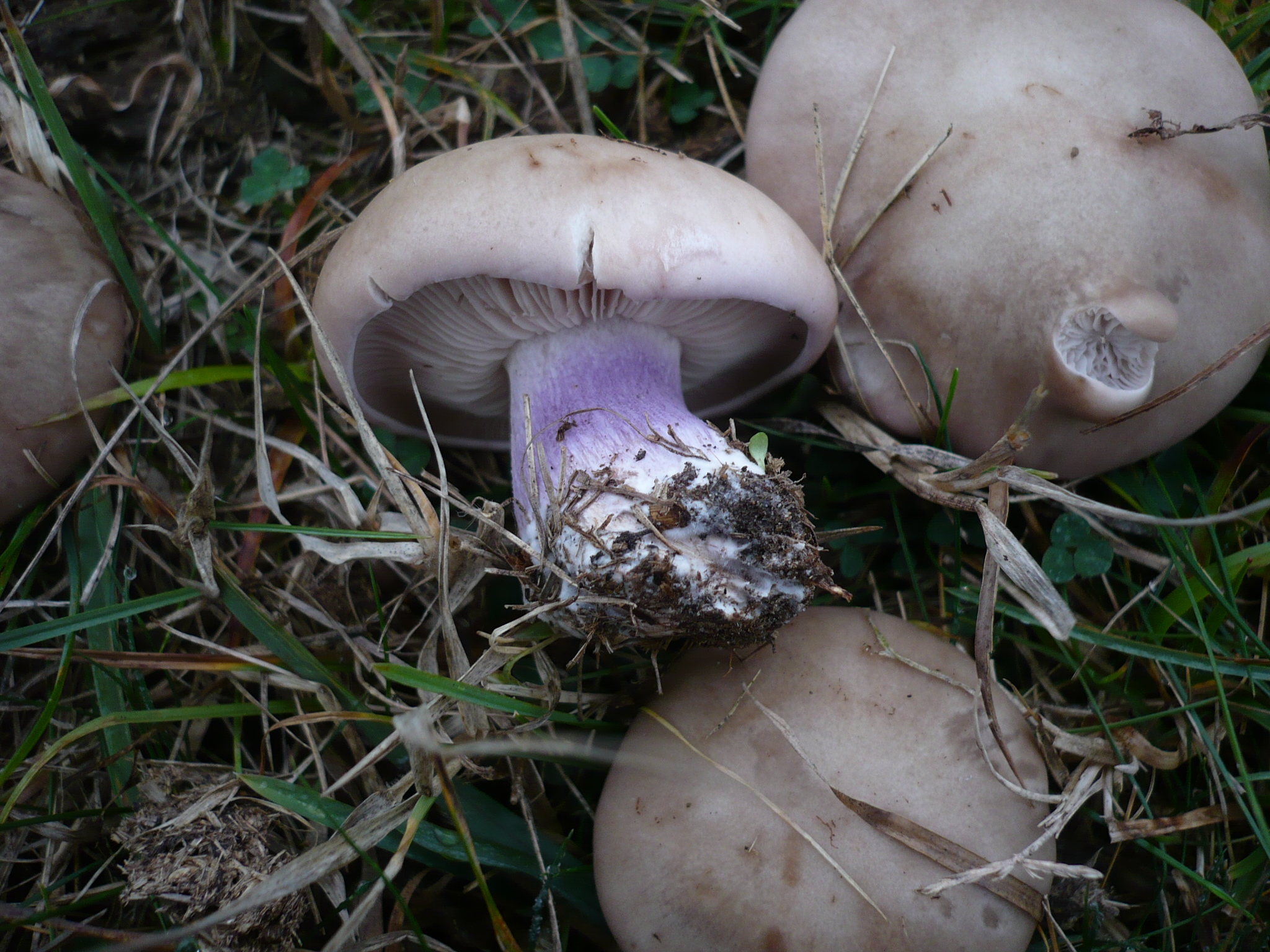
Lepista personata
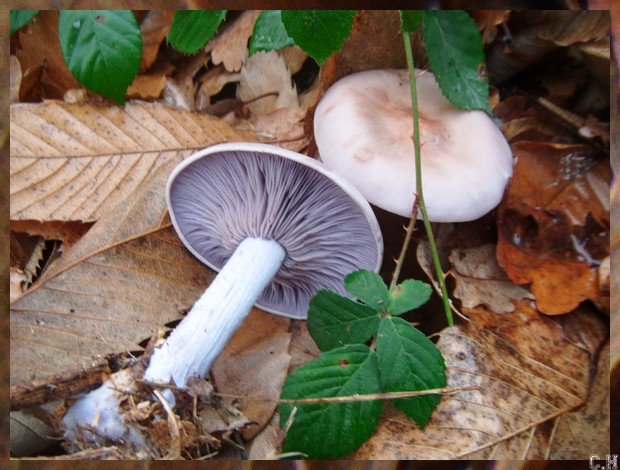
Lepista sordida

## Valorificare
Nicoretele violet este apreciat de unii pentru gustul său deosebit de aparte, iar de alții deloc. Se pare că nu există cale de mijloc în acest caz. Pentru iubitorii acestor ciuperci se găsesc multe rețete, de exemplu ciupercile pot fi prăjite cu ceapă și ficat de pui, porc sau vițel, blanșate într-un sos tartar ori de sparanghel sau pregătite ca salată cu mere și slănina. Mai departe, ele sunt foarte gustoase fripte și apoi conservate în ulei sau oțet.
Lepista nuda conține o dizaharida specifică, anume trehaloza, suportată de marea majoritate a oamenilor, care însă poate produce la acumulare și induce probleme digestive la indivizii sensibili (în special dacă ciuperca este consumată crudă). Buretele conține de asemenea manitol, un poliol neciclic, care poate cauza foarte rar creșterea presiunii osmotice în intestin.